# Битка на Уту
Битка на Уту одиграла се 447. године између Византијске војске предвођене генералом Арнегисклом и Хуна на челу са Атилом. Битка је завршена победом Римљана уз велике губитке.

## Битка
До сукоба Хуна и Византије дошло је четири година након Атилиног продора преко Дунава на подручје Источног римског царства када су Хуни натерали цара Теодосија II на плаћање данка. Претпоставља се да је Теодосије одбио да даље исплаћује данак мислећи да су Хуни ослабили након смрти Атилиног брата и савладара Бледе. Атила је поново упао у Византију и сукобио се са царском војском код реке Уте. Историјски извори о овој бици су непоуздани и противуречни па је битку тепко реконструисати. У сваком случају, обе стране претрпеле су тешке губитке, а Арнегискло је погинуо.

## Последице
Провала Хуна је затекла Византију у тешком положају јер је недуго пре битке Константинопољ погодила серија земљотреса која је срушила његове бедеме. Међутим, Константин, преторијански префект Истока је, мобилизујући грађане, успео да за само шездесет дана обнови зидине. То је главни разлог због кога Атила није предузео поход на престоницу већ је уместо тога пустошио градове по Тракији и Македонији, све до Термопила у Грчкој. Мир је склопљен 448. године, а Теодосије се обавезао на још већи данак и изгубио територије око Дунава.